# Сабио Кјезе
Сабио Кјезе је насеље у Италији у округу Бреша, региону Ломбардија.
Према процени из 2011. у насељу је живело 3231 становника. Насеље се налази на надморској висини од 278 м.

## Становништво
Према резултатима пописа становништва 2011. у општини је живело 3.831 становника.
| 1951. | 1961. | 1971. | 1981. | 1991. | 2001. | 2011. |
| ----- | ----- | ----- | ----- | ----- | ----- | ----- |
| 2.074 | 2.179 | 2.403 | 2.733 | 2.791 | 3.178 | 3.831 |